# Векслер, Юрий Борисович
Юрий Борисович Векслер (род. 25 ноября 1946) — театральный деятель, журналист и режиссёр, корреспондент Русской службы Радио Свобода.
Популяризатор творчества писателя и сценариста Фридриха Горенштейна, автор сценария и режиссёр документального фильма «Место Горенштейна».

## Биография
Родился в семье инженера-железнодорожника Бориса Абрамовича Векслера (1916—1975), участника Великой Отечественной войны, дважды кавалера Ордена Красной Звезды, и врача Лии Иосифовны Векслер (урождённой Резник, 1919—2005), также участницы Великой Отечественной войны. Имеет брата — Ефима Борисовича Векслера, кандидата экономических наук (диссертация «Повышение эффективности научно-информационной деятельности в отрасли книгоиздания», 1984)

### Образование
- 1954—1964 — Омск — средняя школа; класс фортепиано в музыкальной школе № 1, частные уроки композиции
- 1972 — Новосибирск — экономический факультет Новосибирского государственного университета
- 1982 — Москва — режиссёрское отделение театрального института им. Бориса Щукина]

### Профессиональная деятельность
- конец 1960-х — Новосибирск — театральные рецензии в газете «Молодость Сибири»
- 1972 — Омск — заведующий музыкальной частью Oмского театра юного зрителя
- 1972—1978 — Омск — внештатный музыкальный оформитель спектаклей Омского академического театра драмы
- 1978—1992 — Москва — автор юмористических рассказов, опубликованных в журналах «Юность» и «Аврора», автор телепередачи «Кабачок 13 стульев»
- 1982—1986 — Москва — заведующий музыкальной частью и руководитель студии в театре-студии «У Никитских ворот» под руководством Марка Розовского, один из режиссёров первого спектакля театра «Доктор Чехов» и музыкальный руководитель спектаклей «Бедная Лиза» и «Всегда ты будешь».
- 1986 — Москва — соучредитель (вместе с Олегом Кудряшовым и Алексеем Воскресенским) и директор музыкального театра-студии «Третье направление» при Союзе композиторов РФ под художественным руководством Олега Кудряшова. Второй режиссёр первого спектакля театра-студии «Не покидай меня, весна!» по песням Юлия Кима (режиссёр Михаил Чумаченко, балетмейстер Алла Сигалова, педагог по сценическому движению Виктор Шендерович).
- 23 марта 1981 — аккомпаниатор Марку Розовскому в его выступлении на Антиюбилее Леонида Утесова[2]
- 1981—1992 — аккомпаниатор чтецких программ народного артиста России Александра Филиппенко
- 1992—1995 — Фрайбург — сотрудничество на двух спектаклях с фрайбургским городским театром
- 1996—2003 — Берлин — журналист, сотрудник радио Берлина и радиостанции «Немецкая волна».
- c 1996 года — автор публикаций в «Новой газете», в «Независимой газете» («Exlibris»), «Иерусалимском журнале», в русскоязычных берлинских газетах (в частности в первой русскоязычной газете объединённой Германии «Европацентр») и в журнале «Зеркало загадок» (№ 6, 1997)[3], на порталах Colta.ru, Arzamas и др.
- с 2003 года — Берлин — сотрудник «Радио Свобода»[4] по предложению Петра Вайля, автор более 2000 радиопередач. Юрию Векслеру в разные годы дали интервью писатели Фридрих Горенштейн, Василь Быков, Владимир Войнович, Григорий Горин, режиссёры Питер Брук[5], Юрий Любимов и Петр Фоменко, тенор Николай Гедда, скрипач Гидон Кремер, композиторы Арво Пярт, Софья Губайдулина и Александр Кнайфель, дирижёры Марис Янсонс, Кирилл Петренко, Владимир Юровский, Владимир Минин, Саулюс Сондецкис и др.
- с 1999 года — Берлин — режиссёр-постановщик спектаклей и театрализованных вечеров для фестиваля «Дни еврейской культуры» (Jüdische Kulturtage).

### Личная жизнь
- Супруга Мария Дмитриевна Карпова (1949), редактор.
- Сын Денис Юрьевич Карпов (1970), звукорежиссёр, менеджер.

## Творчество

### Фильмы
- 1999 — «Антиюбилей Леонида Утесова 1981 года»[2]
- 2000 — «Сергей Довлатов — нью-йоркер из Питера»[6] при участии Петра Вайля, Александра Филиппенко, Валентина Гафта и Григория Кофмана
- 2000 — «Корни и побеги Иосифа Бродского» при участии Сергея Юрского и Елены Камбуровой

### Ттеатральные постановки
- 2002 — Литературный спектакль «Шампанское с желчью» памяти Фридриха Горенштейна
- 2002 — моноспектакль «Фанни Каплан, или кто стрелял в Ленина?» вместе с Исанной Брук-Фишман в роли Фанни Каплан для кинофестиваля Jewish Film Festival[7]
- 2005 — «Juden? Russen? Charlottengrader!» — литературный театр на немецком языке

### Популяризация наследия Горенштейна
7 июня 1998 года в Берлине Векслер провёл публичные драматургические чтения пьесы Горенштейна «Бердичев» с участием актёров и в присутствии автора, который специально для этого театрального вечера напел песни из своей пьесы.
В 2002—2004 году организовал литературный спектакль «Шампанское с желчью» памяти Горенштейна при участии Александра Филиппенко и Эрика Зорина (Мюнхен, Гамбург, Кёльн, Москва, Челябинск и др.). Спектакль отмечен дипломом на фестивале камерных театров 2003 года в Челябинске. О спектакле 2 марта 2003 года в Берлине вспоминала в своей статье «Первая и последняя встреча» швейцарский литературовед и профессор истории в Женеве Корин Амашер:

Действие происходит в 1973 году, во время войны Судного дня. Каждая ироническая фраза, каждый намек — похожи на удар ножа. Ирония Горенштейна едка. Надо было видеть Филиппенко в роли Овручского, хореографа «известного московского ансамбля», который «танцует вприсядку», «надевая на лицо улыбочку». Надо было видеть сцену, когда «покровитель» Ю., кровь которого «тоже не мазутом пахнет», подсказывает ему идею вступить в Общество советско-арабской дружбы, объясняет ему, как жить «согласно обстоятельствам»… Неудержимо хочется смеяться, чтобы отогнать от себя всю абсурдность и жестокость советского режима. В конце спектакля публика бурно аплодирует. На сцену выносят портрет писателя. Появляются цветы.

В 2011 года Юрий Векслер инициировал издание книг Фридриха Горенштейна в России и других странах:
- «Искупление» («Дом с башенкой», «Искупление», «Попутчики»), «Место», «Псалом» («Ступени», «Псалом», «Притча о богатом юноше»), «Перевоплощения»;
- «Дрезденские страсти», «На крестцах» — с предисловием Юрия Векслера «Писатель и история»[9];
- книга киносценариев «Раба любви»;
- «Улица Красных зорь»[10].

Многие произведения Горенштейна («На крестцах», «Попутчики» «Дрезденские страсти» и другие), инициированные к публикации Векслером, были опубликованы в России впервые.
В 2007—2015 годах вел работу над документальным фильмом «Место Горенштейна». Премьера ленты состоялась на кинофестивале «Артдокфест» 15 декабря 2015 года в кинотеатре «Формула кино горизонт».
Кинокритик Лариса Малюкова писала:

Портрет Горенштейна, созданный Векслером, лишён «приятности», сиятельного восхищения. Автор не избегает сложных моментов

Киновед Наум Клейман отмечал:

Фильм и вправду по-настоящему хороший: ясный, честный, очень вдумчиво выстроенный и приведенный по-бабелевски к финальной точке — она входит в сердце сильнее пули.

В 2015 году фильм выдвигался на премию «Лавр». В январе 2016 года фильм был показан на онлайн-фестивале «Новой Газеты». В 2016 году фильм был приглашён на кинофестиваль «Меридианы Тихого» во Владивостоке и на фестиваль лучших русскоязычных документальных фильмов в Нью-Йорке (диплом).
Векслер возглавляет берлинское литературное общество имени Фридриха Горенштейна (Friedrich Gorenstein Literaturgesellschaft e.V.) и является ведущим сайта «Фридрих Горенштейн — инфоцентр» (gorenstein.imwerden.de) и интернет-проекта «Миры Горенштейна».
В 2020 году выпустил книг «Пазл Горенштейна». В ней впервые в России публикуются документы, связанные с творческими отношениями Горенштейна и Андрея Тарковского, полемика с Григорием Померанцем и несколько эссе, статьи Ефима Эткинда и других авторов, интервью Джону Глэду, Виктору Ерофееву и т. д. В книгу включены воспоминания самого Горенштейна, а также мемуары Андрея Кончаловского, Марка Розовского, Паолы Волковой и др.